# Erwin Scharfenorth

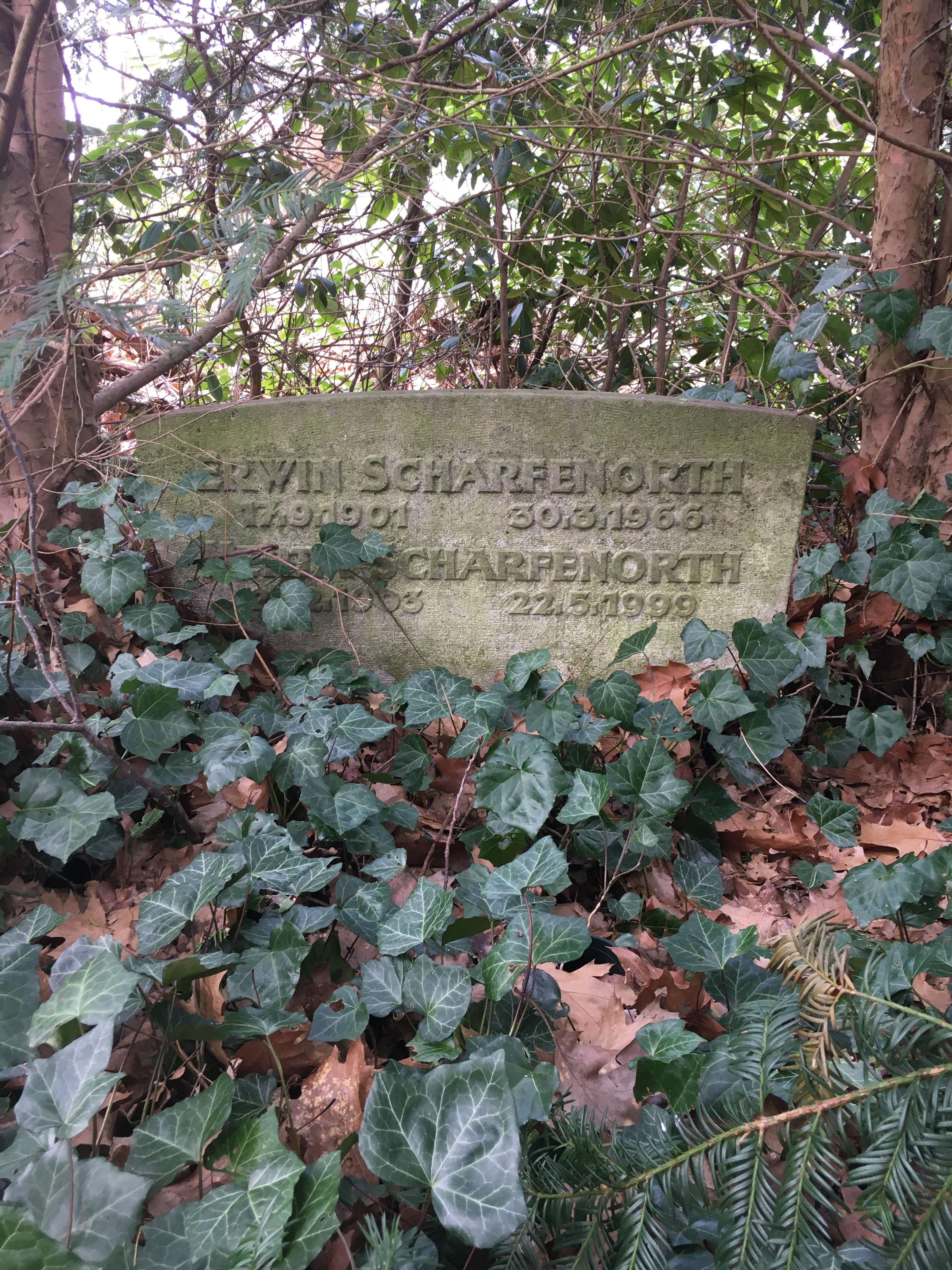
Grabstätte Erwin Scharfenorth auf dem Friedhof Ohlsdorf

Erwin Scharfenorth (* 17. September 1901 in Legnitten, Ostpreußen; † 30. März 1966 in Hamburg) war ein deutscher Journalist.

## Leben
Scharfenorth wuchs auf einem über 400 Jahre alten Hof in Natangen auf. Als Kriegsfreiwilliger diente er im Ersten Weltkrieg. Danach studierte er an der Kunstakademie Königsberg. Bei Artur Kutscher in München widmete er sich der Theaterwissenschaft. Ab 1925 war Scharfenorth Bühnenbildner und Ausstattungsleiter am Stadttheater Königsberg. Als freier Mitarbeiter an der Königsberger Allgemeinen Zeitung wurde er 1929 ihr Feuilleton-Redakteur.
Im Zweiten Weltkrieg war Scharfenorth  Kriegsberichterstatter und zuletzt Hauptmann der Luftwaffe.
1948 wurde er Redakteur bei der Tageszeitung Die Welt. Kurz nach der Gründung des Ostpreußenblatts übernahm Scharfenorth die Sparten Kultur, Heimatgeschichte und Feuilleton. Er hatte entscheidenden Anteil an der Aufwärtsentwicklung dieser Zeitung, deren Redaktion er schließlich als stellvertretender Chefredakteur bis zu seinem Tode angehörte. Beigesetzt wurde er auf dem Friedhof Ohlsdorf im Planquadrat Bw 60 unmittelbar am Fußgängereingang Hoheneichen.